# Loupiac-de-la-Réole
Loupiac-de-la-Réole är en kommun i departementet Gironde i regionen Nouvelle-Aquitaine i sydvästra Frankrike. Kommunen ligger i kantonen La Réole som tillhör arrondissementet Langon. År 2022 hade Loupiac-de-la-Réole 545 invånare.

## Befolkningsutveckling
Antalet invånare i kommunen Loupiac-de-la-Réole
Referens:INSEE